# 程夢星
程夢星（1679年—1755年），字午橋、午喬；號洴江、香溪。安徽歙县岑山渡人。

## 生平
程夢星出生於康熙十八年（1679年）。弱冠即有诗名，“於藝事無所不能，尤工書畫彈琴”。康熙五十一年（1712年）壬辰科進士及第，改庶吉士，散館授翰林院編修，“入词馆，有著作才”。康熙五十五年（1716年），以母喪歸里，購筱园，尽植荷花，“日与宾客吟咏其间”，遂不復出。有韦谦恒探花出身，程氏“於家中构玉山心室，延之校书”。陈撰更是常客，館於筱园十年之久。乾隆二十年（1755年）卒，享年七十七歲。著有《今有堂集》十卷附《茗科词》一卷。

## 家族
曾祖父程量入、祖父程之韺均为揚州两淮盐务总商，父亲程文正为康熙三十年（1691年）辛未科进士，官至工部主事。